# Championnat d'Angleterre de rugby à XV de 2e division 2015-2016
Navigation
Greene King IPA Championship
 2014-2015 Greene King IPA Championship 2016-2017
Le Championnat d'Angleterre de rugby à XV de 2e division 2015-2016, qui porte le nom Greene King IPA Championship de son sponsor du moment, oppose douze équipes anglaises de rugby à XV. Le championnat débute le 4 septembre 2015 et s'achève le 25 mai 2016. Une première phase de classement voit s'affronter toutes les équipes en matchs aller et retour. À la fin de cette phase régulière, les quatre premières équipes sont qualifiées pour les demi-finales et la dernière du classement est rétrogradée en The National League One. La saison se termine sur une phase de playoff avec des demi-finales et une finale pour l'attribution du titre et l'accession en Aviva Premiership.
Les Worcester Warriors, vainqueurs RFU Championship, sont promus en première division et sont remplacés par les London Welsh. Les Ealing Trailfinders, vainqueurs The National League One, sont promus en deuxième division et remplacent  les Plymouth Albion.

## Liste des équipes en compétition
La compétition oppose pour la saison 2015-2016 douze équipes anglaises de rugby à XV :
| - Bedford Blues - Bristol - Cornish Pirates - Doncaster Knights | - Ealing Trailfinders - Jersey RFC - London Scottish - London Welsh | - Moseley RFC - Nottingham RFC - Rotherham RUFC - Yorkshire Carnegie |

## Résumé des résultats

### Classement de la phase régulière
| Rang | Club                    | J  | V  | N | D  | Bo | Bd | Pm  | Pe  | Diff | Pts |
| ---- | ----------------------- | -- | -- | - | -- | -- | -- | --- | --- | ---- | --- |
| 1    | Bristol Bears           | 22 | 20 | 0 | 2  | 14 | 1  | 718 | 397 | +321 | 95  |
| 2    | Doncaster Knights       | 22 | 15 | 2 | 5  | 10 | 5  | 588 | 470 | +118 | 79  |
| 3    | Yorkshire Carnegie      | 22 | 14 | 0 | 8  | 15 | 7  | 655 | 466 | +189 | 78  |
| 4    | Bedford Blues           | 22 | 12 | 0 | 10 | 10 | 6  | 623 | 599 | +24  | 64  |
| 5    | London Welsh (R)        | 22 | 11 | 1 | 10 | 9  | 3  | 442 | 528 | -86  | 58  |
| 6    | Jersey Reds             | 22 | 11 | 1 | 10 | 5  | 6  | 465 | 466 | -1   | 57  |
| 7    | Nottingham RFC          | 22 | 10 | 0 | 12 | 9  | 7  | 494 | 483 | +11  | 56  |
| 8    | London Scottish         | 22 | 10 | 0 | 12 | 2  | 7  | 463 | 453 | +10  | 49  |
| 9    | Cornish Pirates         | 22 | 8  | 1 | 13 | 8  | 7  | 530 | 570 | -40  | 49  |
| 10   | Rotherham Titans        | 22 | 8  | 0 | 14 | 3  | 3  | 454 | 621 | -167 | 38  |
| 11   | Ealing Trailfinders (P) | 22 | 6  | 1 | 15 | 5  | 6  | 523 | 605 | -82  | 37  |
| 12   | Moseley RFC             | 22 | 4  | 0 | 18 | 6  | 4  | 416 | 715 | -299 | 26  |

|  | Qualifiés pour la phase finale (no 1, no 2, no 3, no 4).             |
|  | Relégué en The National League One pour la saison 2016-2017 (no 12). |
|  | R : relégué 2015 ; P : promu 2015                                    |

Attribution des points : victoire sur tapis vert : 5, victoire : 4, match nul : 2, défaite : 0, forfait : -2 ; plus les bonus (offensif : 4 essais marqués ; défensif : défaite par 7 points d'écart maximum).
Règles de classement : 1. Nombre de victoires ; 2.différence de points ; 3. nombre de points marqués ; 4. points marqués dans les matchs entre équipes concernées ; 5. Nombre de victoires en excluant la 1re journée, puis la 2e journée, et ainsi de suite.

### Phase finale
Les quatre premiers de la phase régulière sont qualifiés pour les demi-finales. L'équipe classée première affronte à domicile celle classée quatrième alors que la seconde reçoit la troisième. Ces phases finales se déroulent en match aller-retour (Score cumulés).
|  | Demi-finales           | Demi-finales          |             |    | Finale | Finale |
|  | Demi-finales           | Demi-finales          |             |    | Finale | Finale |
|  |                        |                       |             |    |        |        |
|  |                        |                       |             |    |        |        |
|  |                        |                       |             |    |        |        |
|  | [1] Bristol            | 90                    |             |    |        |        |
|  | [1] Bristol            | 90                    |             |    |        |        |
|  | [4] Bedford Blues      | 35                    |             |    |        |        |
|  | [4] Bedford Blues      | 35                    | [1] Bristol | 60 |        |        |
|  |                        |                       | [1] Bristol | 60 |        |        |
|  |                        | [2] Doncaster Knights | 47          |    |        |        |
|  | [2] Doncaster Knights  | [2] Doncaster Knights | 47          | 44 |        |        |
|  | [2] Doncaster Knights  |                       |             | 44 |        |        |
|  | [3] Yorkshire Carnegie | 34                    |             |    |        |        |
|  | [3] Yorkshire Carnegie | 34                    |             |    |        |        |

#### Demi-finales
| 1er mai 2016 16 h 00 | Yorkshire Carnegie | 17 – 30 (-) | Doncaster Knights | Headingley Stadium, Leeds 3 102 spectateurs Arbitre : Craig Maxwell-Keys |
| 1er mai 2016 16 h 00 |                    |             |                   | Headingley Stadium, Leeds 3 102 spectateurs Arbitre : Craig Maxwell-Keys |
| 1er mai 2016 16 h 00 |                    |             |                   | Headingley Stadium, Leeds 3 102 spectateurs Arbitre : Craig Maxwell-Keys |

| 1er mai 2016 16 h 15 | Bedford Blues | 16 - 45 (-) | Bristol | Goldington Road, Bedford 2 662 spectateurs Arbitre : Luke Pearce |
| 1er mai 2016 16 h 15 |               |             |         | Goldington Road, Bedford 2 662 spectateurs Arbitre : Luke Pearce |
| 1er mai 2016 16 h 15 |               |             |         | Goldington Road, Bedford 2 662 spectateurs Arbitre : Luke Pearce |

| 8 mai 2016 15 h 30 | Doncaster Knights | 14 – 17 (-) | Yorkshire Carnegie | Castle Park, Doncaster 4 797 spectateurs Arbitre : Ian Tempest |
| 8 mai 2016 15 h 30 |                   |             |                    | Castle Park, Doncaster 4 797 spectateurs Arbitre : Ian Tempest |
| 8 mai 2016 15 h 30 |                   |             |                    | Castle Park, Doncaster 4 797 spectateurs Arbitre : Ian Tempest |

| 8 mai 2016 16 h 15 | Bristol | 45 – 19 (-) | Bedford Blues | Ashton Gate, Bristol 12 030 spectateurs Arbitre : Dean Richards |
| 8 mai 2016 16 h 15 |         |             |               | Ashton Gate, Bristol 12 030 spectateurs Arbitre : Dean Richards |
| 8 mai 2016 16 h 15 |         |             |               | Ashton Gate, Bristol 12 030 spectateurs Arbitre : Dean Richards |

#### Finale
| 18 mai 2016 20 h 45 | Doncaster Knights | 13 – 28 (-) | Bristol | Castle Park, Doncaster 4 759 spectateurs Arbitre : Wayne Barnes |
| 18 mai 2016 20 h 45 |                   |             |         | Castle Park, Doncaster 4 759 spectateurs Arbitre : Wayne Barnes |
| 18 mai 2016 20 h 45 |                   |             |         | Castle Park, Doncaster 4 759 spectateurs Arbitre : Wayne Barnes |

| 25 mai 2016 20 h 45 | Bristol | 32 – 34 (-) | Doncaster Knights | Ashton Gate, Bristol 16 084 spectateurs Arbitre : Matthew Carley |
| 25 mai 2016 20 h 45 |         |             |                   | Ashton Gate, Bristol 16 084 spectateurs Arbitre : Matthew Carley |
| 25 mai 2016 20 h 45 |         |             |                   | Ashton Gate, Bristol 16 084 spectateurs Arbitre : Matthew Carley |